# Predatorz Crew

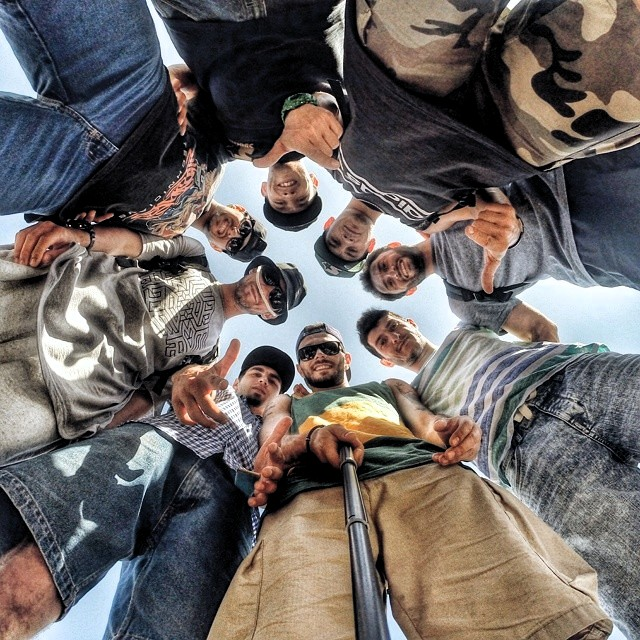
Predatorz Crew (Россия)

Predatorz Crew — российская брейкинг-команда, созданная в 2002 году.
Название «Predatorz» по созвучию можно перевести как «хищники» (англ. Predators), «Crew» — команда (англ.).
Изначально существовали как объединение команд Кабардино-Балкарии (Freestyle Mastaz) и Дагестан (JLS) а.
Попытки покорить вершины брейк-данса в России берут начало с 2002 года.
В 2004 году в Сочи Predatorz Crew участвовали в «Battle of the Year Russia» — отборочном туре РФ и стран СНГ на международный брейкинг-баттл и одержали победу, тем самым получив возможность представлять Россию на Battle of the Year в Германии. Однако по не зависящим от команды причинам поездка не состоялась.
В 2006 году участник команды Bootuz выиграл первый официальный отбор на чемпионат мира по версии «Red Bull BC One 1 on 1» и полетел в Бразилию. В 2007 году он вновь одержал победу в Москве и представлял Predatorz Crew в Южной Африке.
В конце 2008 года Predatorz Crew были приглашены как участники телевизионного хип-хоп-шоу «Битва за респект» на телеканале Муз-ТВ, 1 сезон.
В 2009 году выиграли отбор на чемпионат Европы «Chelles Battle Pro», прошедший во Франции.
18 октября 2014 года Predatorz Crew стали чемпионами мира по брейк-дансу на фестивале брейкинга «Battle of the Year» в Германии.
За годы сменилось много участников из разных республик и городов России — Ростова, Пятигорска, Липецка. На 2015 год команда состоит из 11 человек:

В 2016 году к команде присоединился новый участник Predatorz — B-Boy Shoma (Западный Казахстан) Supersonic Crew Шамиль Алишаев.
- Абдурахман Сотавов (Aduh)
- Артём Алиев (Beatmaster T)
- Аслан Ныров (Aslan)
- Султан Ныров (FastFoot)
- Евгений Шелякин (Gipsy)
- Джамал Асадулаев (Jamal)
- Максим Чаплыгин (Plastmass)
- Тимур Камхадзе (Teembo)
- Шамиль Алишаев (Shamil)
- Арсен Аракелян (Arsex)
- Амир Закиров (Amir)

Самый известный участник — Асланбек Ныров (Bootuz) (род. в 1986 году) из Баксан, начал сольную карьеру би-боя в конце 2005 года. В 2006—2007 гг. стал чемпионом России и СНГ по версии «Red Bull BC One 1 on 1» и представлял Россию на нескольких мировых чемпионатах. Участвовал на Европейском чемпионате «HipOpsession» во Франции, где занял 3-е место в финале. Главный тренер сборной России по брейкингу.
Абдурахман Сотавов (Aduh) ведёт занятия брейк-данса в муниципальном общеобразовательном учреждении «Лицей» города Дедовска.Главный тренер сборной Москвы по брейкингу.
Тимур Камхадзе (Teembo) преподаёт брейк-данс с 2002 года.
Султан Ныров (FastFooT) — преподаватель брейк-данса из Красногорска и Master of Ceremonies (сокращённо MC) на различных фестивалях хип-хоп-культуры.
Евгений Шелякин (Gipsy) и Джамал Асадулаев (Jamal) — судьи фестивалей брейк-данса «Sun burn» и Международного фестиваля по брейк-дансу и хип-хопу. С 2015 года Джамал Асадулаев преподаёт в школе современного танца «Urban Fight» в Москве, с 2017 года в студии танца «Dance Now» в Новой Москве.
Максим Чаплыгин (PlastMass) в 2012 году окончил факультет физической культуры и спорта Липецкого государственного педагогического университета.
Артём Алиев (BeatmasterT) — с 2008 года педагог-хореограф в Школе брейк-данса «Волнорез».
В 2010 году участники команды из других городов переехали в Москву и с тех пор тренируются вместе.

## Победы команды и её участников[13]
2002—2010
- 1-е место — «Golden Foot», 2002
- 1-е место — «Battle of the Year Russia», 2004
- 1-е место — «Red Bull B-Club», 2004
- 1-е место — «Battle of 4 sides», 2005
- 1-е место — «Allzeros», 2005/2006
- Победители «Subway», 2005/2006
- 1-е место — «Stable Lobby Battle», 2006
- Победители «Reborn», 2006/2007
- Победители «Snickers Urbania», 2006/2007
- 1-е место — «Papa-Jam», 2007
- Победители «Fire Moves», 2007/2008
- 1-е место — «Soutch Side Battle», 2008
- Победители "Underground Base vol.2 ", 2008, Турция
- 1-е место — «Maya Battle», 2008, Москва
- 1-е место — «Battle School», 2008, Украина
- 1-е место — «JamMaster-7», 2008, Украина
- 1-е место — «The Old School Battle (3x3)», 2009
- 1-е место — «Kazahstan Battle (5x5)», 2009, Казахстан
- 1-е место — «Agressors Anniversary (2x2)»
- 1-е место — «BBoy Game (2x2)», Россия
- 1-е место — «Chelles battle pro Russia / Father fest (8x8)», Россия
- 1-е место — «Maya battle (2x2)», 2010
- 1-е место — «Battle of Styles (2x2)», 2010
- Победители «Battle of the year», 2010, Россия, СНГ
- Победители «Trophy Masters», 2011, Франция
- Победители «Rochefort Int. Battle», 2011, Франция
- 1-е место — «Floor Masterz», 2011, Израиль
- 1-е место — «Battle of Style», 2011, Москва
- 1-е место — «Burn Battle School», 2011, Украина
- 1-е место — «Battle Time», 2011, Франция

2012
- 1-е место — «Battle VNR 30 Years Anniversary of HipHop», Франция
- 1-е место — «Energies Urbaines», Франция
- 1-е место — «Rochefort Battle», Франция
- 2-е место — «Hip Hop Connection», Италия
- 2-е место — «Hip Hop New School Battle», Франция
- 1-е место — «Burn Battle School», Украина
- 1-е место — «Battle Zone», Белоруссия
- 2-е место — «Battle of Est», Эстония
- 1-е место — «Trophy Masters», Франция
- 1-е место — «Royal Battle», Германия
- 1-е место — «Freestyle Session Europe», Греция
- 2-е место — «Battle is in Da House», Белоруссия
- 1-е место — «Floor Masters», Израиль
- 1-е место — «Red Bull BC One Russian Cypher», Москва
- 2-е место — «Who You Want», Франция
- 1-е место — «Family Battle», Россия

2013
- 1-е место — «Roots Battle Circle», Франция
- 1-е место — «Rockin Camp», Чехия
- 1-е место — «Battle 16», Россия

2014
- 1-е место — «Battle of the Year», 2014, Германия